# Ivory Latta
Pour les articles homonymes, voir Latta.
Ivory Latta est une joueuse américaine de basket-ball, née le 25 septembre 1984 à McConnells (Caroline du Sud).

## Biographie

### Lycée
A la Comprehensive High School de York (Caroline du Sud), elle est nommée WBCA All-American  et participe au WBCA High School All-America Game de 2003, où elle inscrit 17 points et est désignée MVP,.

### Université
Elle choisit l'Université de Caroline du Nord à Chapel Hill où elle établit un nouveau record  (hommes et femmes) de 4 319 points inscrits, surclassant le précédent record d'Allison Feaster (3 427) de près de mille unités. Avec les Tar Heels, elle inscrit 16,6 points de moyenne sur quatre saisons et conduit son équipe à deux Final Four consécutifs en 2006 et 2007. En 2006, elle est désignée Most Outstanding Player du tournoi régional NCAA de Cleveland en 2006. Cette année-là, elle est la meilleure marqueuse (18,4 points, seconde de l'ACC) et passeuse de son équipe (5,2 , 4e de l'ACC)… 

### WNBA
Elle est le 11e choix de la draft 2007 par le Shock de Détroit, avec lesquels elle inscrit 3,0 points par rencontre pour son année rookie, avec le second pourcentage d'adresse à trois points de la WNBA. En février 2008, elle est envoyée au Dream d'Atlanta en échange d'un second tour de la draft 2008 et LaToya Thomas. Elle est libérée par le Dream au début de la saison 2009, mais réengagée après le départ de Nikki Teasley. Elle est signée en juillet 2010 par le Shock de Tulsa une fois la saison débutée et joue les 18 dernières rencontres de la saison. En 2011, elle est dans le cinq de départ des 24 rencontres auxquelles elle prend part (absente sur blessure des cinq derniers matches), pour être la meilleure passeuse et la seconde marqueuse de sa formation.
Très appréciée de Mike Thibaut qui rejoint les Mystics de Washington lors de la saison 2013, elle figure parmi ses premières recrues : « Elle a apporté à notre franchise une énergie dont je pense qu'elle manquait. Avec sa personnalité, son style de jeu, avec sa capacité à se créer des tirs et à metre des gros paniers à trois points ». Elle est trois années consécutives la meilleure marqueuse de Washington. Devenant leader de cette équipe, elle obtient la reconnaissance de deux sélections consécutives au All-Star Game. Fin juillet 2014, elle est nommée joueuse de la semaine pour la quatrième fois de sa carrière. En 2016, elle est la plus souvent la remplaçante de Natasha Cloud. Au début de la saison WNBA 2017, pour laquelle les Mystics obtiennent le renfort de l'ancienne MVP Elena Delle Donne, elle est la seule joueuse qui a connu toute l'ère Thibaut. Si les Mystics ont cinq arrières performants, ses qualités de leadership la rendent incontournable.

### Étranger
Parallèlement à sa carrière en WNBA, elle débute à l'étranger en Israël à Elitzur Holon en 2007-2008. Pendant la saison 2008-2009, elle joue en Turquie à Ceyhan, puis la saison suivante à Mersin. En 2010-2011, elle retrouve Israël au Maccabi Ramat Hen (18,5 points, 4,3 rebonds et 5,4 passes décisives), puis la saison d'après de nouveau la Turquie à Tarsus Belediyesi. 
En janvier 2013, elle revient pour la fin de saison au Maccabi Ramat Hen.
Après deux années sans jouer en Europe, elle annonce en mai 2015 signer pour la saison à venir avec le club turc d'Edirnespor.

## Coaching
De 2013 à 2015, elle est assistant coach de son ancienne université hors de la saison WNBA.

## Vie personnelle
On lui prête des relations notoires avec le basketteur LeBron James et le rappeur et acteur Ludacris.
Son père et sa grand-mère étant touchés par la Maladie de Parkinson, elle s'investit dans la lutte contre cette maladie.

## Clubs
- ? - 2003:  Comprehensive High School
- 2003-2007:  Tar Heels de la Caroline du Nord (NCAA)
- 2007-2008:  Elitzur Holon
- 2008-2009:  Ceyhan Belediyesi
- 2009-2010:  Mersin Büyükşehir Belediyesi SK
- 2010-2011:  Maccabi Ramat Hen
- 2011-2012:  Tarsus Belediyesi
- 2012-2013:  Maccabi Ramat Hen
- 2015-2016:  Edirnespor

Championnat WNBA
- 2007 :  Shock de Détroit
- 2008-2009 :  Dream d'Atlanta
- 2010-2012 :  Shock de Tulsa
- 2013-2017 :  Mystics de Washington

## Distinctions individuelles
- All- American (Consensus) (2006[6])
- ACC Player of the Year (2006[6])
- All-ACC First Team (2007[6])
- Player of the Year (ESPN.com, USBWA, GballMag.com et Basketball Times) (2006[6])
- ACC Tournament MVP (2005, 2006[6])
- Nancy Lieberman Award (2006[6])
- Most Outstanding Player du Tournoi régional NCAA de Cleveland (2006[6])
- All-ACC First Team (2005, 2007[6])
- AP All-American Third Team (2005[6])
- All-ACC Second Team (2004[6])
- All-ACC Freshmen Tea (2004[6])
- Sélection au WNBA All-Star Game 2013[12]